# MoreNOTE
moreNOTE(モアノート)とは富士ソフトが開発・販売をする、タブレットやPCなどで利用できるハイセキュリティコンテンツ共有サービス。iOS、Windows、Androidに対応している。

## 導入実績
morenote公式サイト によるとこれまで3,500社への導入実績あり。（2020年11月時点）
タブレットでのペーパーレス会議や、営業担当者の社外業務ツールとして使われている。
同社ホームページに掲載されている導入企業は以下のとおり。（50音順）

### 企業
石川建設、SBIマネープラザ、香川証券、JA高知県、春秋航空、大東文化大学、西松建設、ネクスコ・メンテナンス関東、広島マツダ、北海道大学、JA宮崎経済連

### 自治体
大府市、佐賀県、寒河江市、寒川町、瀬戸市、秦野市、守谷市

## 製品構成
スマートデバイス用アプリの「moreNOTEアプリ」と、ブラウザ上で動作するコンテンツ編集・管理ツール「moreNOTEマネージャー」が提供されている。

### 「moreNOTEアプリ」
iPhone/iPad/Android/Windows各ストアで無料で配布されている。（ログインには申し込みが必要）
画面同期や、Office編集の機能が搭載されている。

### 「moreNOTEマネージャー」
コンテンツの編集を行うツール。セキュリティなどの各管理機能も管理者向けに提供されている。